# Гонзалес (Тексас)
Гонзалес (енгл. Gonzales) град је у америчкој савезној држави Тексас. Налази се у округу Гонзалес, чије је седиште. По попису становништва из 2010. у њему је живело 7.237 становника.

## Демографија
Према попису становништва из 2010. у граду је живело 7.237 становника, што је 35 (0,5%) становника више него 2000. године.
| Група             | 2000.         | 2010.         |
| Белци             | 2.921 (40,6%) | 2.435 (33,6%) |
| Афроамериканци    | 893 (12,4%)   | 911 (12,6%)   |
| Азијати           | 36 (0,5%)     | 53 (0,7%)     |
| Хиспаноамериканци | 3.322 (46,1%) | 3.841 (53,1%) |
| Укупно            | 7.202         | 7.237         |